# Syrie-Phénicie (province romaine)
194 ap. J.-C. – fin du IVe siècle
Entités précédentes :
- Syrie

Entités suivantes :
- Phénicie maritime
- Phénicie libanaise

La Phœnicé-Syrie ou Syrie-Phénicie (en latin : Provincia Syria Phoenice) était une province de l'Empire romain, créée en 194 par division de la province de Syrie en deux nouvelles provinces, « la Syrie-Phénicie d'une part, et la Coelé-Syrie d'autre part ». « Très étendue », elle comprenait « des cités de l'intérieur comme Émèse (Homs), Damas et même Palmyre », et englobait la région historique de la Phénicie.
Elle fut divisée vers la fin du IVe siècle en deux provinces : la Phénicie maritime et la Phénicie libanaise — division qui a persisté jusqu'à la conquête musulmane de la région par les Arabes musulmans dans les années 630.

## Histoire administrative

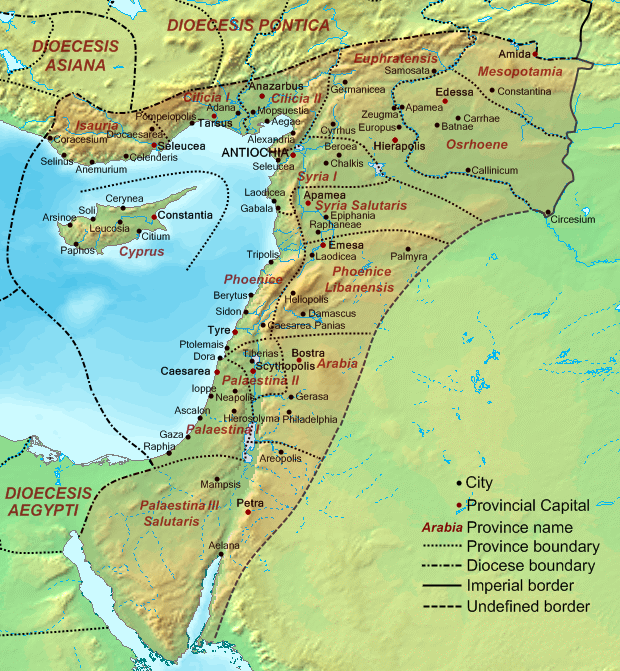
Carte du diocèse d'Orient avec ses provinces, telle qu'indiquée dans la Notitia Dignitatum, vers la fin du IVe siècle.

La Phénicie passe sous la domination de la République romaine en 64 av. J.-C., lorsque Pompée crée la province romaine de Syrie.
À l'exception d'une brève période de 36 à 30 av. J.-C., lorsque Marc Antoine donne la région à l'Égypte ptolémaïque (Royaume lagide), la Phénicie reste ensuite une partie de la province romaine de Syrie.
L'empereur Hadrien (r. 117-138) aurait envisagé une division de la trop grande province romaine de Syrie en 123/124 ap. J.-C, mais ce n'est que peu de temps après 194 que Septime Sévère (r. 193-211) entreprend de le faire, divisant la province en deux provinces : la Cœlé-Syrie au nord et la Syrie-Phénicie au sud.
La ville de Tyr devient la métropole de la Syrie-Phénicie, mais Héliogabale (r. 218-222) élève sa ville natale Émèse (aujourd'hui Homs) au rang de co-métropole, faisant entrer les deux villes en rivalité qui dure jusqu'à la division de la province au IVe siècle.
L'empereur romain Dioclétien (r. 284-305) donne le district de Batanée à la province romaine d'Arabie.
Avant 328, tel qu'il est mentionné dans le Laterculus Veronensis, Constantin le Grand (r. 306-337) crée la nouvelle province d’Augusta Libanensis sur la moitié orientale de l'ancienne province, englobant le territoire situé à l'Est du mont Liban. L’éphémère Augusta Libanensis de Constantin sert de base à la nouvelle division de la Syrie-Phénicie vers la fin du IVe siècle en deux provinces : la Phénicie maritime avec Tyr pour métropole, et la Phénicie libanaise avec Émèse pour métropole.
Dans la Notitia dignitatum, écrite peu de temps après la division, la Phénicie maritime est gouvernée par un consularis, tandis que la Phénicie libanaise est gouvernée par un gouverneur praeses (président), et les deux provinces relèvent du diocèse d'Orient.
Cette division reste intacte jusqu'à la conquête musulmane du Levant dans les années 630.
Sous le califat, la majeure partie de la Phénicie maritime et de la Phénicie libanaise relève du jund de Damas (en), et certaines parties du sud et du nord sont allées respectivement au jund du Jourdain et au jund de Homs (en).

## Administration ecclésiastique
L'administration ecclésiastique est parallèle à l'administration politique, mais avec quelques différences. L'évêque de Tyr devient le prélat prééminent de la Syrie-Phénicie au milieu du IIIe siècle.
Quand la province est divisée vers la fin du IVe siècle, Damas est préférée à Émèse-Homs pour devenir la métropole ecclésiastique (en) de la Phénicie libanaise.
Les deux provinces appartiennent désormais au patriarcat d’Antioche, Damas devançant d'abord Tyr, dont la position est également brièvement contestée par le siège de Béryte vers 450.
Toutefois, après 480/481, le métropolite de Tyr s'établit comme le protothrone (en) de tous les métropolites assujettis à Antioche.